# Kaggens
Kaggens är en musikgrupp från Värmland som delvis består av funktionshindrade personer. Gruppen använder sig av en lampa, Tonljuslampan, som genom färger visar vilka ackord som spelas. Musikerna har instrument märkta med färger och kan följa musiken på detta sätt. Lampan styrs av pedaler som trampas på av en i gruppen.
Bakgrunden till gruppen var att omsorgsförvaltningen inom Värmlands läns landsting 1981 inbjöd till diskussion om möjlig ny uppläggning av musikkurser. 1982 inspirerades omsorgsförvaltningen att använda färger istället för toner på kurs i Stockholm. Hasse Svensson tog då hand om Kaggens övningar. 1983 fanns ett 70-tal verksamma deltagare i Karlstad (med omnejd) samt fem ledare. Studiefrämjandet, samt på vissa håll ABF och NBV engagerades, och Kaggens fick riktiga spelningar för publik. 1984 hade Kaggens utvecklats till musikverksamhetens "flaggskepp" med ett trettiotal spelningar under året, bland annat i Finland. De var förband till Sven-Ingvars på den då klassiska årliga gratiskonserten på Sandgrundsudden i Karlstad, med mångtusenhövdad publik. 1985 spelade Kaggens med Alf Robertson, som också vid starten inspirerat att använda ackordcittran.
Efterfrågan blev allt större. 1986 spelades Kaggens första skiva, en EP, in. De medverkade i Solsta Café med låten Vita duvan. 1987 hade första skivan sålts i närmare 1000 exemplar. 1988 knöts orkestern via FUB till ABF:s bokningsförmedling, så man kom med i artistkatalogen. 1989 skrev gruppen tillsammans med Per Wigelius Sommarkärlek som låg 5 veckor på Värmlandstoppen. 1990 spelades en kassett in. 1990 bildades Tonljus ekonomiska förening för det "affärsmässiga". 1992 hade Kaggens sin dittills största spelning utanför Karlstad, på ishallen i Norrköping inför cirka 5000 ungdomar från hela Europa.
Mari-Louise och Dick Karlsson började spela med Kaggens 1993. Första stora spelningen med nya "sättningen" blev på Musikfestivalen i Eskilstuna. 
1994 ersattes Mari-Louise av Eva Gustavsson. Repertoaren förnyades och gruppens glöd tändes rejält då man uppmärksammades och bland annat fick avsluta Sven-Ingvarsutställningen "När rocken kom till byn" på Värmlands Museum. 1995 fick Kaggens ett eget långt inslag i nyhetsprogrammet Aktuellt. Margareta Winberg gästspelade med dem. 1996 blev det succé i direktsänd fredagsunderhållning på TV Värmland vilket medförde många nya spelningar. Kaggens släppte skivan Idag är igår imorgon". Robert Åslund började som medhjälpare. Kaggens firade 15-årsjubileum med stor galakväll i Mariebergsskogen Karlstad.
KAN-projektet började 1997. Två medlemmar i Kaggens och andra funktionshindrade deltagare skulle bland annat producera Tonljuslampan. I samband med att Stockholm var kulturhuvudstad 1998 fick Kaggens en spelning på Kungsträdgårdens stora scen. Finalen blev två låtar ihop med Rock-Olga.
1999 hade de en spelning i samband med Värmlandsdagarna på Rådhusplatsen i Oslo mellan Vikingarna och Sven-Ingvars. De deltog på kulturfestival för funktionshindrade i Braives utanför Bryssel, med representanter från Italien, Ungern, Belgien och Tyskland. I juni inledde Kent Finell Svensktoppen med att berätta om Kaggens orkester i radioprogrammet.
CD:n Till månen med 4 låtar blev färdig vid årsskiftet 2000. Kaggens spelade för statsminister Göran Persson. 2002 hade Kaggens många spelningar runt om i Sverige, samt flyttade till ny större replokal. Björn Nykvist började 2003 som ny keyboardist i Kaggens. Kaggens fick 2004 Karlstad kommuns kulturpris till minne av Gustaf Fröding.

## Medlemmar
- Lennart Kagebo - Ackordscittra
- Tomas Hedman - Trummor
- Eva Gustavsson - Sång
- Hasse Svensson - Elbas, musikalisk ledare
- Robert Åslund - Elgitarr, musikalisk ledare